# 西蘭條鰍
西蘭條鰍（學名：Nemacheilus selangoricus）為輻鰭魚綱鯉形目條鰍科條鰍屬的其中一種。分布於亞洲泰國董裡府到新加坡、婆羅洲北部的沙巴與勿里洞島淡水流域，本魚體延長，口下位，觸鬚3對，體側具8-12條非常規則的深色橫帶，體色為淺褐色，尾鰭叉形，背鰭軟條13枚、臀鰭軟條8枚，脊椎骨34-35個，體長可達5.9公分，棲息在沙石底質溪流底層水域，生活習性不明，可做為觀賞魚，飼養時水族箱應該有一個不錯的流速和充氧水，底層有可供挖掘的細沙基質和許多光滑的圓形鵝卵石和許多避難所，如沉木和板岩，合理明亮的照明以模擬發現它們的淺河床。

## 扩展阅读
維基物種上的相關：西蘭條鰍